# Rehtalbrücke
Die Rehtalbrücke ist ein 204 m langes, zweigleisiges Eisenbahnüberführungsbauwerk der Neubaustrecke Ebensfeld–Erfurt, das den Tunnel Masserberg mit dem Tunnel Rehberg verbindet. Die Brücke steht in Südthüringen westlich von Goldisthal und überspannt mit einem Bogen von 107 m Stützweite das Rehtal, ein tief eingeschnittenes Kerbtal mit sehr steilen Talflanken.
Die Streckentrasse, in maximal 54 m Höhe über dem Talgrund liegend, verläuft bis zur Brückenmitte in einer Geraden, danach beginnt ein Übergangsbogen. Sie ist für eine Geschwindigkeit von 300 km/h entworfen und hat im Bereich der Brücke eine maximale Längsneigung von 4 ‰. Die Brücke hat eine Feste Fahrbahn mit 4,5 m Gleisabstand erhalten, die für Rettungsfahrzeuge befahrbar ist. Das Bauwerk liegt zwischen den Streckenkilometern 135,739 und 135,943 der Neubaustrecke.

## Geschichte
Die Brücke ist zusammen mit dem Tunnel Masserberg und Tunnel Rehberg sowie der Dunkeltalbrücke Bestandteil des 2,3 km langen Bauabschnitts 3212 (Südlicher Thüringer Wald), der im Januar 2010 mit einer Vergabesumme von 70 Mio. € beauftragt wurde.
Am 8. November 2012 erfolgte die Betonage der Fahrbahnplatte des letzten Überbauabschnittes. Dies wurde von der Bogenmitte nach rechts und links gleichzeitig durchgeführt. Die Rehtalbrücke wurde als letztes Brückenbauwerk im Thüringer Streckenabschnitt vollendet. Ende 2013 war die Brücke im Rohbau fertiggestellt.

## Konstruktion

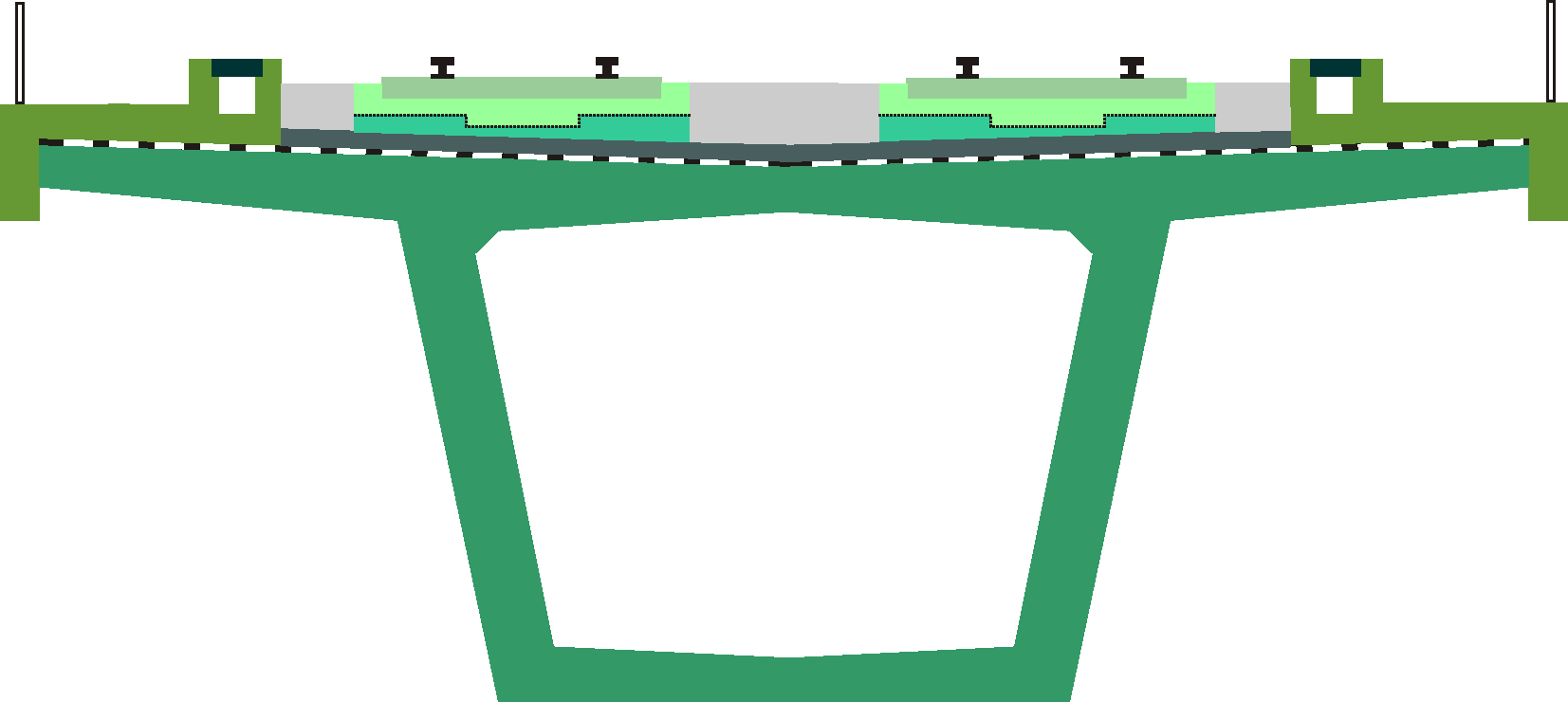
Querschnitt Überbau

Der 204 m lange Überbau besitzt die Querschnittsform eines einzelligen Stahlbetonhohlkastens mit geneigten Stegen, in Längsrichtung vorgespannt. Zusätzlich ist die Fahrbahnplatte in Querrichtung vorgespannt. Die maximale Breite des Überbaus beträgt 14,1 m. Die Konstruktionshöhe liegt bei 2,7 m, die Bauhöhe bei 3,6 m. Südlich und nördlich vom Bogen sind jeweils ein Zweifeldträger mit je 24 m Stützweite vorhanden, deren horizontale Festlagerungen in Längsrichtung auf den beiden Kämpferpfeilern liegen. Über dem Bogen befindet sich als aufgeständerter Fahrbahnträger ein Durchlaufträger mit fünf Öffnungen mit je rund 20 m Stützweite und einer horizontalen Festlagerung in Längsrichtung über Bogenmitte. Der Oberbau hat keine Schienenauszüge.
Der Stahlbetonbogen mit 107,45 m Stützweite und einem Stich von 24,7 m hat veränderliche Abmessungen und bereichsweise einen Vollquerschnitt. Er wurde auf einem Traggerüst hergestellt und war im Juni 2012 geschlossen.

## Bauzustände

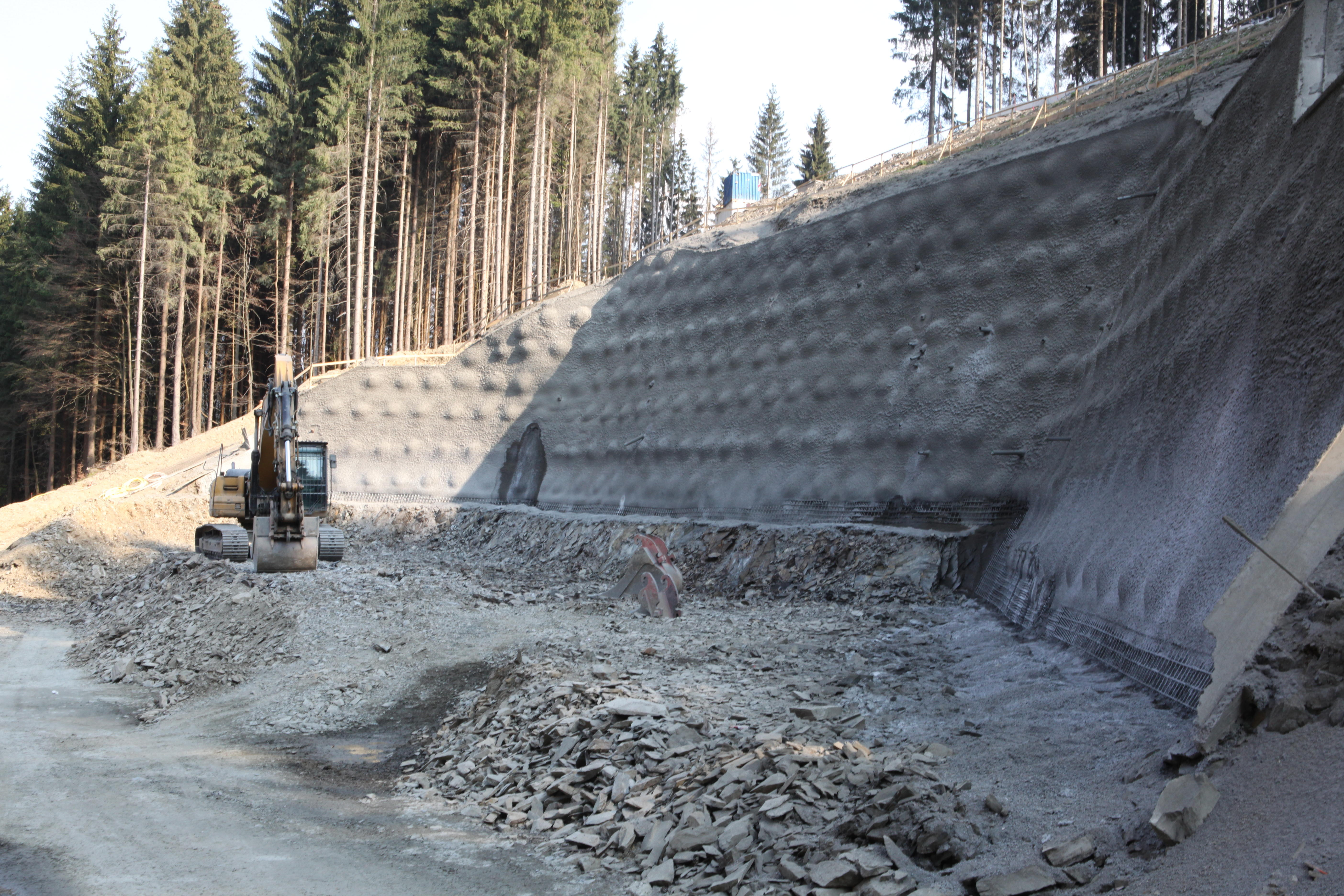
Gründung April 2011
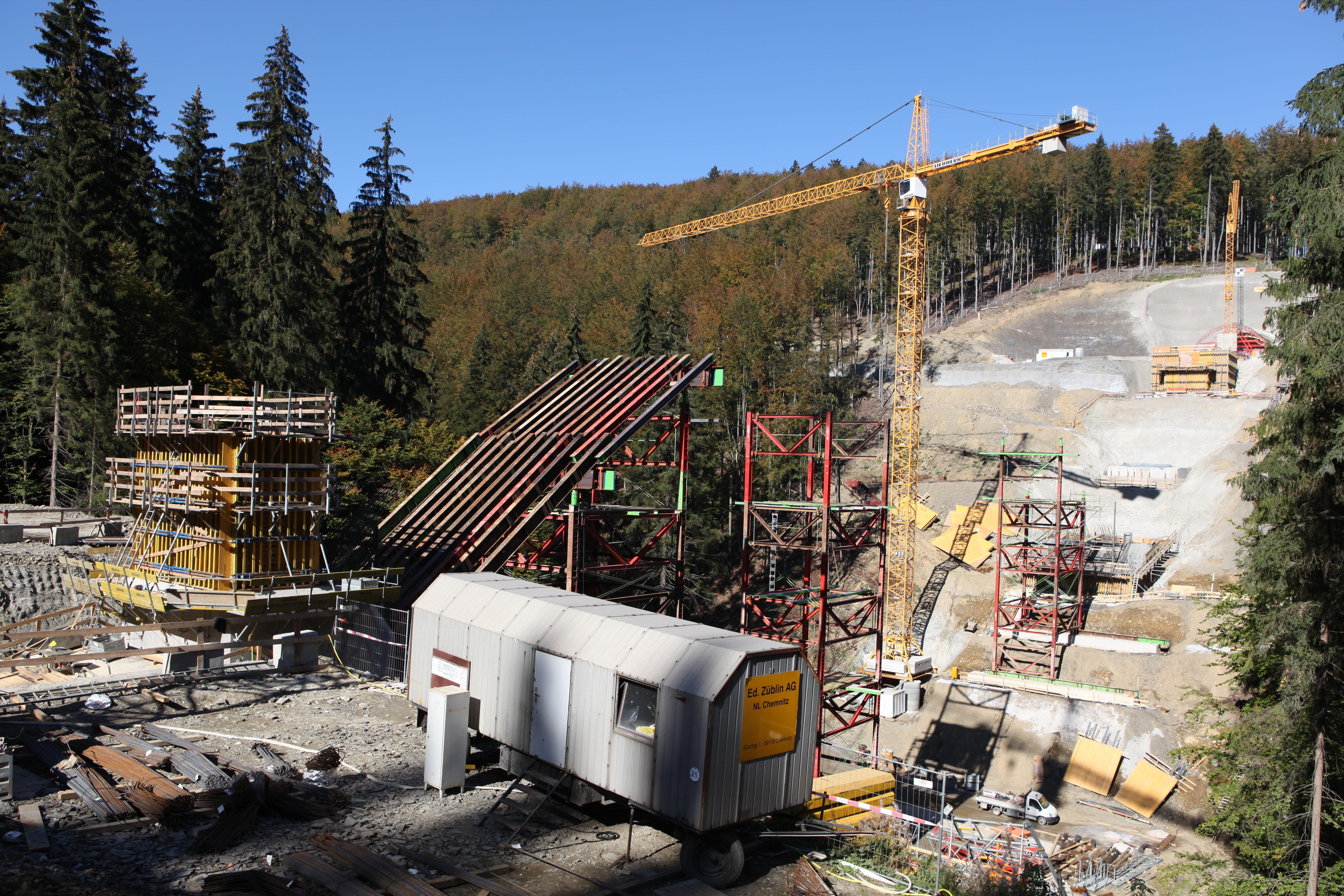
Traggerüst Oktober 2011
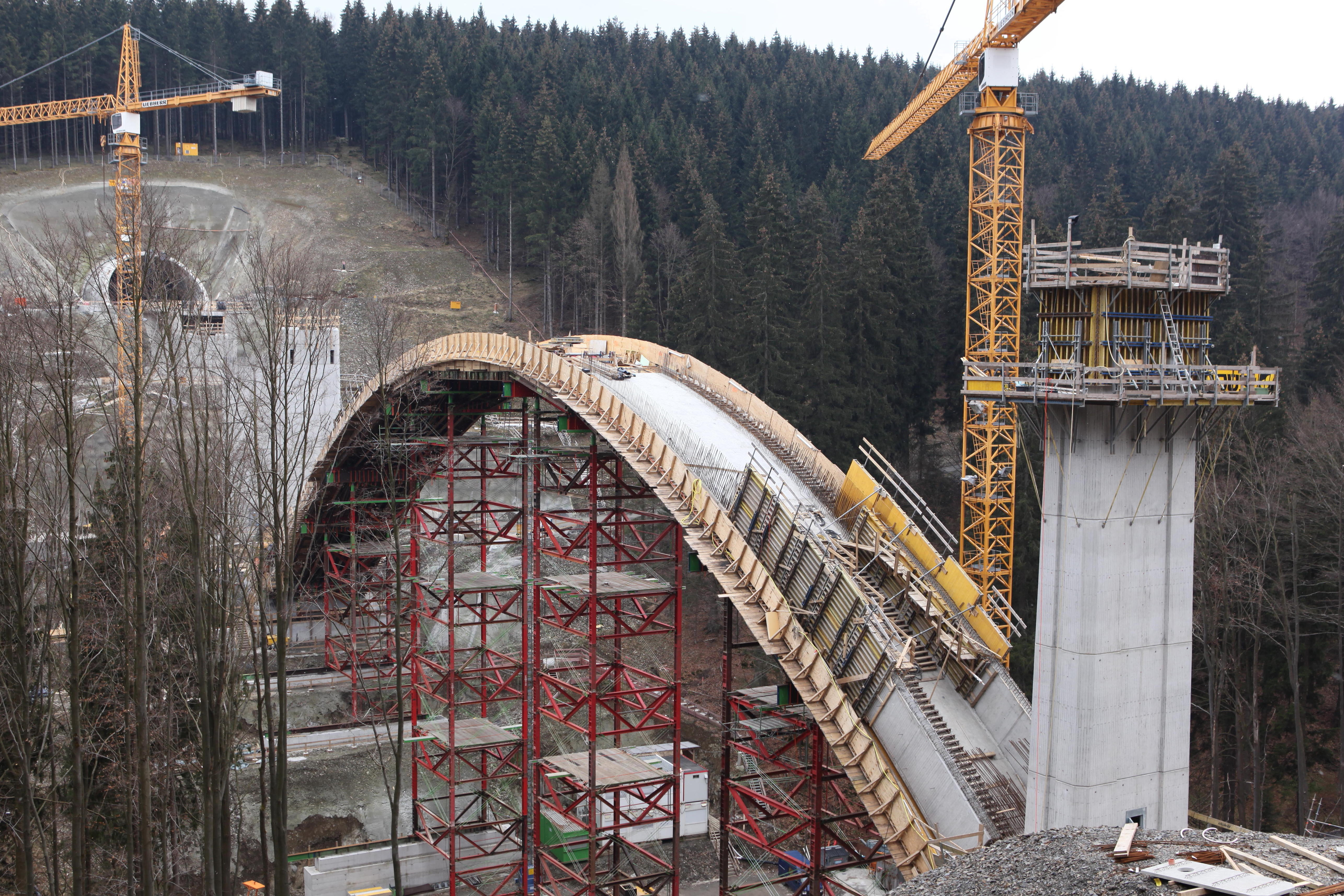
April 2012
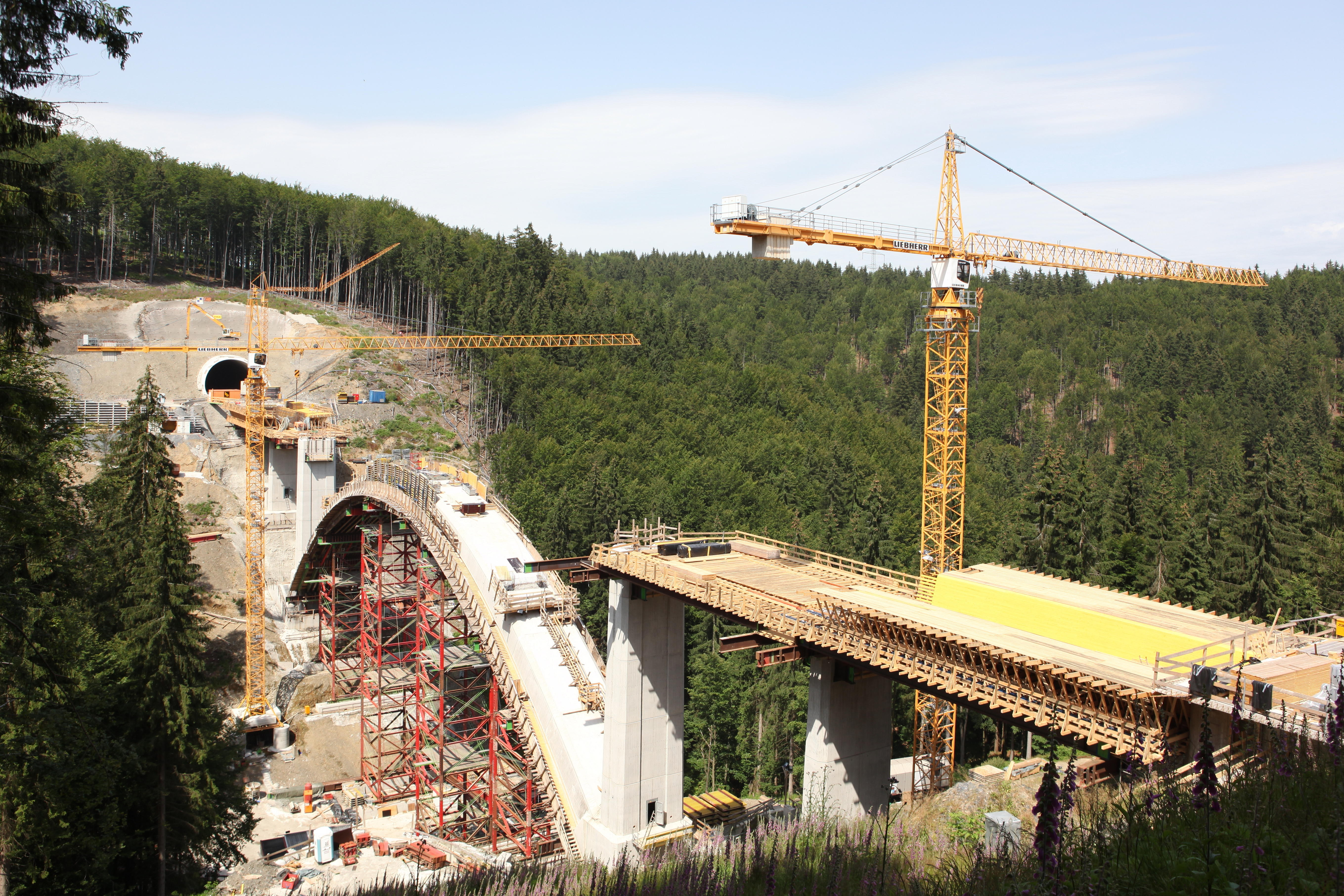
Juli 2012
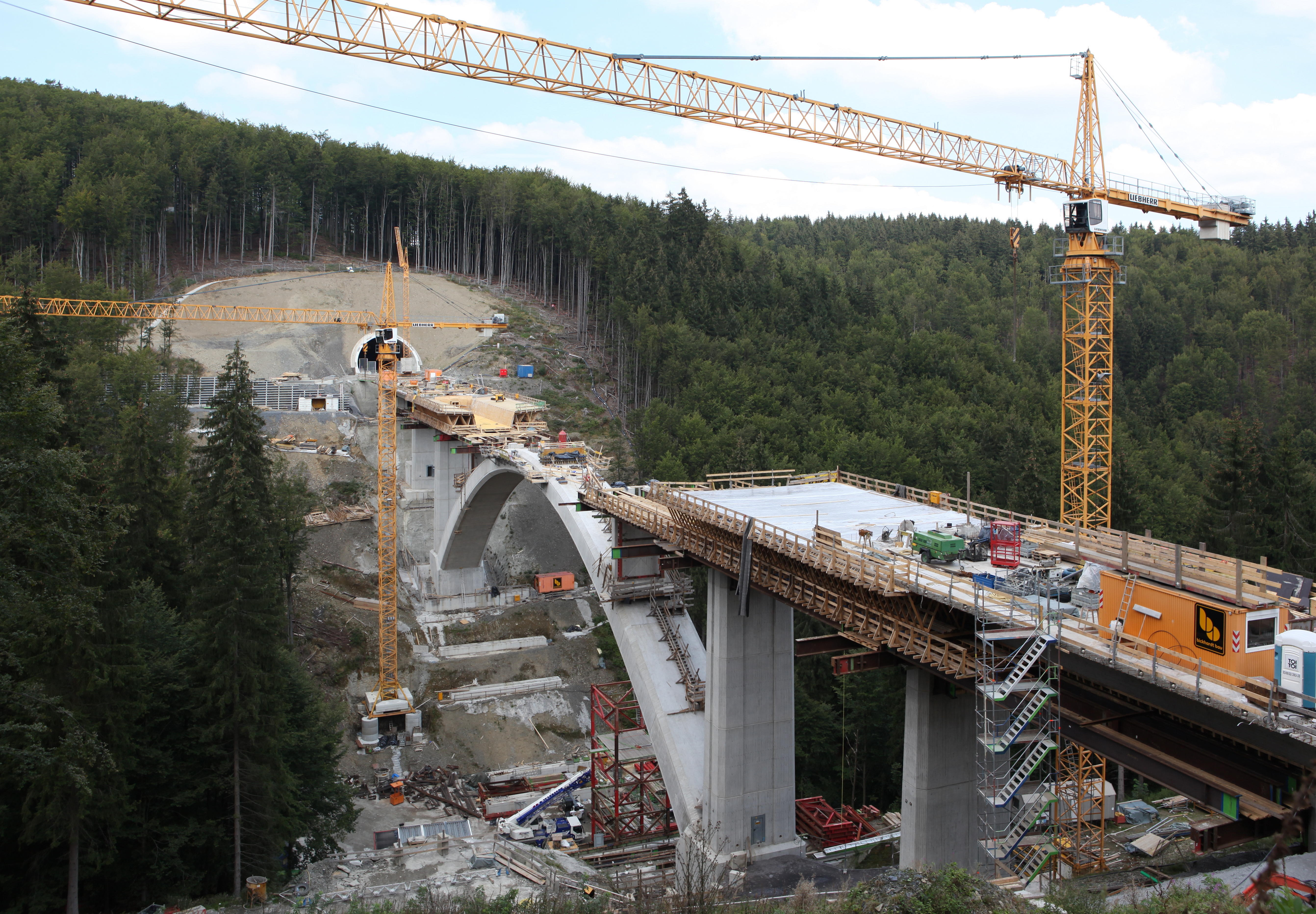
September 2012